# Gospelchor

Gospelchor im Jahre 2007

Ein Gospelchor ist eine Form des Kirchenchors oder kirchlich orientierten Chors, der Gospels, Spirituals und Lobpreis- und Anbetungslieder singt.

## Besetzung
Die amerikanische Originalbesetzung für Gospelchöre besteht aus Sopran, Alt und Tenor. Die Basslage taucht vereinzelt nur bei Soli auf, da sie in Chorstärke nicht über eine gleichwertige Kraft verfügt wie höhere Stimmlagen. Die Basslinie wird meist von der Begleitband übernommen. In Europa und insbesondere in Deutschland ist hingegen meist die Besetzung mit Sopran, Tenor, Alt und Bass üblich. Vor allem in deutschen Gospelchören gibt es weitere Kombinationen: Frauengospelchöre mit Sopran, Mezzosopran, Alt und tiefem Alt sowie Männergospelchöre mit 1. und 2. Tenor, Bariton und Bass. Außerdem gibt es auch Kinder- und Jugendgospelchöre.

## Repertoire
Die Sprache ist meist Englisch; manchmal werden Übersetzungen ins Deutsche verwendet. Im deutschsprachigen Gebiet werden auch afrikanische Lieder in das Repertoire aufgenommen. Diese haben einen eigenen Ursprung, werden aber manchmal irrtümlich mit Black Gospel gleichgesetzt. Deutsche Gospelchöre beschäftigen sich manchmal schwerpunktmäßig mit dem Vorgänger der Gospel, den Spirituals, und führen diese konzertant in vollständig klassisch aufgesetzten Arrangements auf.
Je nach Interesse und Glaube des Gospelchores beziehungsweise des Chorleiters wird zunehmend Traditional Gospel bekannter amerikanischer Interpreten wie Mahalia Jackson, Thomas A. Dorsey sowie Contemporary Black Gospel der jüngeren Generation wie Richard Smallwood, Kirk Franklin, Kurt Carr und Andraé Crouch gesungen.
Viele Gospelchöre haben auch African Songs – meist kurze christliche mehrstimmige Lieder aus Südafrika, Tanzania, Ghana und anderen afrikanischen Ländern – im Repertoire. Die bekanntesten Beispiele dafür sind die Lieder Siyahamba und Freedom is coming
Auf Gospelmusik spezialisierte Verlage sind u. a. ZebeMusic und der Verlag der Creativen Kirche.

## Chöre und Gospelbewegung
Seit den neunziger Jahren des 20. Jahrhunderts sind in Deutschland vermehrt Gospelchöre entstanden – möglicherweise gefördert durch den Erfolg des Films Sister Act Die so entstandene Gospelbewegung hat sich seitdem vernetzt durch Festivals, Workshops und Chortreffen, zum Beispiel das Gospelchortreffen Berlin-Brandenburg, das Norddeutsche Gospelchortreffen sowie den alle zwei Jahre von der Creativen Kirche durchgeführten Gospelkirchentag. Diese Veranstaltung gilt als größtes Gospelevent in Europa. So kamen zum Gospelkirchentag 2012 in Dortmund 6.000 Sänger und 80.000 Besucher zusammen.
Der größte Gospelchor kam am 15. Oktober 2011 in der Olympiahalle München für einen Guinness-Weltrekord zusammen, es nahmen 1138 Sänger teil. Beim 7. Norddeutschen Gospelchortreffen 2011 in Hannover erreichten über 600 Sängerinnen und Sänger aus 20 beteiligten Gospelchören mit einem Flashmob im Einkaufszentrum Ernst-August-Galerie eine große Öffentlichkeit.
In vielen Kirchengemeinden in Deutschland sind Gospelchöre ein fester Bestandteil im Gemeindeleben. So veranstaltet der Gospelchor der evangelischen Kirchengemeinde in Dresden-Strehlen seit 1998 regelmäßig am Heiligen Abend einen Gospelgottesdienst. In Berlin gehören Gospelchöre ebenfalls zum Kulturprogramm der Weihnachtszeit. In zahlreichen Gemeinden werden Gospelgottesdienste gefeiert, in manchen prägt Gospelmusik das Profil der Gemeindearbeit -solche Gemeinden nennen sich oft Gospelkirche. Die bekanntesten Beispiele sind die „Gospelstation“ der St. Nicolai-Kirche Finkenwerde, die Gospelkirche Hannover, die Gemeinde Gospel im Osten in Stuttgart sowie die Gospelkirche Karlsruhe.

## Bedeutung
Die Existenz „so vieler Gospelchöre spiegelt das Bedürfnis gegenüber der traditionelleren Musikpraxis nach noch emotionalerem musikalischem Glaubensausdruck wider, nach der Sehnsucht, Gott ungezügelter, rauschhafter zu begegnen, sich ihm zu nähern in der Gemeinschaft der Singenden und der Zuhörer“, meint Sönke Wittnebel im Blick auf die steigende Bedeutung von Gospelchören in den christlichen Kirchen.
Im Jahr 2009 veröffentlichte das Sozialwissenschaftliche Institut der EKD die Studie „Be-Geisterung durch Gospelsingen“. „Die Studie weist nun nach, dass besonders jüngere Menschen, die im Gospelchor Begeisterung und Spaß erleben, der Kirche und dem Glauben näher kommen.“ sagte Oberlandeskirchenrat Christian Brandy bei der Vorstellung der Studie, während einer der beteiligten Gospelchorleiter die Auswertung auf den Punkt brachte: „Wir sprechen mit dieser Musik genau die mittlere Generation von 25 bis 60 Jahren an, die oft in den Kirchen fehlt“.